# Johana Šílená (film)
Johana Šílená (ve španělském originále Juana la Loca) je koprodukční španělsko-italsko-portugalské historické filmové drama z roku 2001, které napsal a režíroval Vicente Aranda, s Pilar López de Ayala a Danielem Liottim v hlavních rolích. Děj sleduje tragický osud královny Jany I. Kastilské, která byla šíleně zamilovaná do svého nevěrného manžela, Filipa Sličného, arcivévody rakouského. Film je jednou z několika adaptací historického dramatu Šílenství lásky (1855) od Manuela Tamaya y Bause.
Film získal tři ceny Goya v kategoriích nejlepší herečka, nejlepší kostýmy a nejlepší masky a účesy. Byl vybrán jako španělský kandidát na Oscara za nejlepší zahraniční film na 74. ročníku udílení cen Akademie, avšak nebyl nominován.

## Děj
Sedmdesátiletá královna Jana I. Kastilská, přezdívaná Juana la Loca (Johana Šílená), v roce 1554 v Tordesillas stále truchlí nad ztrátou svého manžela, který zemřel před půl stoletím. Jana s dojetím vzpomíná na muže, kterého vášnivě milovala, ale který ji přivedl do záhuby. Smrti se nebojí, protože věří, že jí umožní opět se shledat s manželem. Jejich příběh začíná téměř o 60 let dříve.
V roce 1496 Jana, třetí dítě katolických Veličenstev Ferdinanda II. Aragonského a Isabely I. Kastilské, opouští Španělsko z přístavu Laredo. Odjíždí do Flander, aby se provdala za arcivévodu Filipa, přezdívaného Sličný, muže, kterého nikdy neviděla. Sňatek byl dohodnut z politických důvodů. Jana se loučí se svými sourozenci a matkou, královnou Isabelou.
Ve Flandrech je Jana, mladá a nezkušená, okamžitě okouzlena svým pohledným snoubencem. Filip je stejně nadšený ze své krásné nevěsty a nařizuje, aby se svatba uskutečnila okamžitě, aby mohli bez prodlení naplnit své manželství. Jejich spojení je zpočátku velmi úspěšné. Politická aliance mezi jejich zeměmi je upevněna a Jana a Filip se navzájem silně přitahují. Vášnivá láska brzy přinese ovoce. Jana má dceru, následovanou synem. Tato kombinace lásky, vášně a emocionální závislosti činí Janu hluboce připoutanou k manželovi. Její láska se však stává pohlcující, což Filipa odrazuje. Filip, neklidný muž, hledá zábavu při lovu a v náruči jiných žen.
Po sérii rodinných tragédií, včetně smrti Janiných sourozenců, se Jana stává dědičkou kastilského a aragonského trůnu. O vládnutí však nejeví zájem. Posedlá svým manželem přistihne Filipa v posteli s milenkou, kterou později identifikuje jako Inés de Brabante, dvorní dámu. V záchvatu žárlivosti Jana své soupeřce ostříhá vlasy. Mezitím přicházejí další špatné zprávy. Janina matka Isabela umírá, čímž se Jana stává královnou Kastilie a musí se vrátit do svého království.
Na kastilském dvoře v Burgosu je královna srdečně přivítána poddanými, ale její manželský život zůstává v troskách. Filip podlehne kouzlům Aisy, maurské prostitutky, která ho okouzlí svou přitažlivostí a černou magií. Janin boj o Filipovu lásku se stává stále zoufalejším. Intriky na dvoře vedou k tomu, že je Jana prohlášena za neschopnou vládnout, což umožní Filipovi převzít moc.
Filip však těžce onemocní a na smrtelné posteli se Janě omlouvá za své předešlé činy. Po jeho smrti Jana, v pokročilém stádiu těhotenství, začne dlouhou cestu na jih Španělska, aby svého manžela pohřbila. Nakonec je ale prohlášena za šílenou a zavřena na zámku v Tordesillas, kde zůstane až do konce svého dlouhého života.

## Obsazení
- Pilar López de Ayala jako Jana I. Kastilská
- Daniele Liotti jako Filip I. Kastilský
- Rosana Pastor jako Elvíra
- Manuela Arcuri jako Aixa/Beatriz
- Eloy Azorín jako Álvaro de Estúñiga
- Giuliano Gemma jako Señor de Veyre
- Roberto Álvarez jako kastilský admirál
- Guillermo Toledo jako kapitán Corrales
- Susi Sánchez jako Isabela I. Kastilská
- Chema de Miguel jako Juan Manuel, señor de Belmonte
- Andrés Lima jako Diego López de Pacheco, marqués de Villena
- Cipriano Lodosa jako Marliano

## Produkce
Film je produkcí společností Enrique Cerezo PC, Pedro Costa PC, Production Group, Sogepaq a Take 2000.
Hlavní natáčení začalo 16. října 2000 a skončilo 5. ledna 2001.
Film není přesným zobrazením historických událostí a bere si značné tvůrčí svobody. Některé postavy a zápletky jsou zcela smyšlené, zejména maurská milenka Filipa. Některé scény byly volně inspirovány divadelní hrou Šílenství lásky (Teatro del Príncipe, Madrid, 12. ledna 1855) od dramatika Manuela Tamaya y Bause (1829–1898), která inspirovala několik filmů na stejné téma.
Film byl natáčen na historických hradech a místech, mimo jiné například v Sigüenze, Talamance de Jarama, v klášteře Las Huelgas v Burgosu a v Guimarães v Portugalsku. Hudbu k filmu složil José Nieto, který se inspiroval burgoskou školou varhaníků, jako byl Antonio de Cabezón, a španělskou folíí (La Folia Española) od Luise de Milána, významného skladatele 16. století.
Film se potýkal s několika problémy ještě před svým uvedením do kin. Italští koproducenti změnili některé části filmu pro italskou premiéru, což vedlo k tomu, že Aranda jim musel hrozit soudními spory. Verze uvedená ve Španělsku však byla původní verzí, jak ji Aranda zamýšlel. Film byl v daném roce španělským kandidátem na Oscara.

## Přijetí
Johana Šílená má na webu Rotten Tomatoes hodnocení 48 % na základě 50 recenzí, s průměrným skóre 5,3/10. Kritický konsenzus webu uvádí: „Johana Šílená je spíše směšná než dramatická.“
Metacritic přidělil filmu vážené průměrné skóre 55 ze 100, založené na 19 recenzích, což naznačuje „smíšené nebo průměrné recenze“.